# Bill Gardner
 (janvier 2008).
Si vous disposez d'ouvrages ou d'articles de référence ou si vous connaissez des sites web de qualité traitant du thème abordé ici, merci de compléter l'article en donnant les références utiles à sa vérifiabilité et en les liant à la section « Notes et références ».
Pour les articles homonymes, voir Gardner.
William Jennings Gardner (1884, Dakota du Nord - 1965) fut l'un des membres de l'équipe des « Incorruptibles » (Untouchables) d'Eliot Ness. Il était le fils d'un homme blanc et d'une indienne Chippewa. Il a vécu en Arizona avec son frère George, où ils étudiaient à Carlisle Indian Industrial School.
Il fut un joueur de football américain remarqué, aidant son école à vaincre les grandes équipes de l'époque (Yale, Harvard et Princeton, connues comme les « trois grandes (en) »). Il fut également un joueur de basket-ball et de baseball. Il s'inscrivit à l'école de droit Dickinson School en 1907. Le directeur du gymnase de Harvard le considéra comme l'un des Américains les plus forts en 1911, après une série de mesures et de tests physiques ; Gardner surpassa même des boxeurs renommés comme John L. Sullivan, Jack Johnson et James J. Jeffries. Il devint directeur du département d'athlétisme à l'université Otterbein, et joua dans l'équipe d'Atlanta.
Il sortit diplômé de l'école de droit en 1909 et fut admis au barreau de Louisville en 1910. S'inscrivant dans l'armée américaine pendant la Première Guerre mondiale, il fut le seul Indien à recevoir le grade de capitaine à Fort Sheridan. Il se battit dans les tranchées en France, et se maria à Alene French en 1919, devenant par la suite père d'un garçon et deux filles. La famille Gardner voyagea du Maryland au Texas, William continuant à pratiquer conjointement le droit et l'athlétisme.
Eliot Ness travaillait à mettre au point une équipe d'agents d'élite pour combattre le parrain Al Capone. Il voulait des hommes célibataires, bons tireurs et qui pouvaient se lancer dans des actions périlleuses. Gardner obtint le divorce et devint un agent du Trésor. Il a participé aux raids contre les brasseries de Capone et combattit les gangsters. Ness fut impressionné par la taille de Gardner, notant qu'il tenait un fusil presque comme si de rien n'était. Gardner était le plus vieux membre de l'équipe des Incorruptibles, ayant la quarantaine.
Après son départ de l'équipe il voyagea ici et là et mourut octogénaire, à l'hôpital Prescott Veterans Hospital. Il fut enterré au National Cemetery.